# Ercole Spada
Ercole Spada (Busto Arsizio, 26 luglio 1937 – Sestriere, 3 agosto 2025) è stato un designer automobilistico italiano.

## Biografia

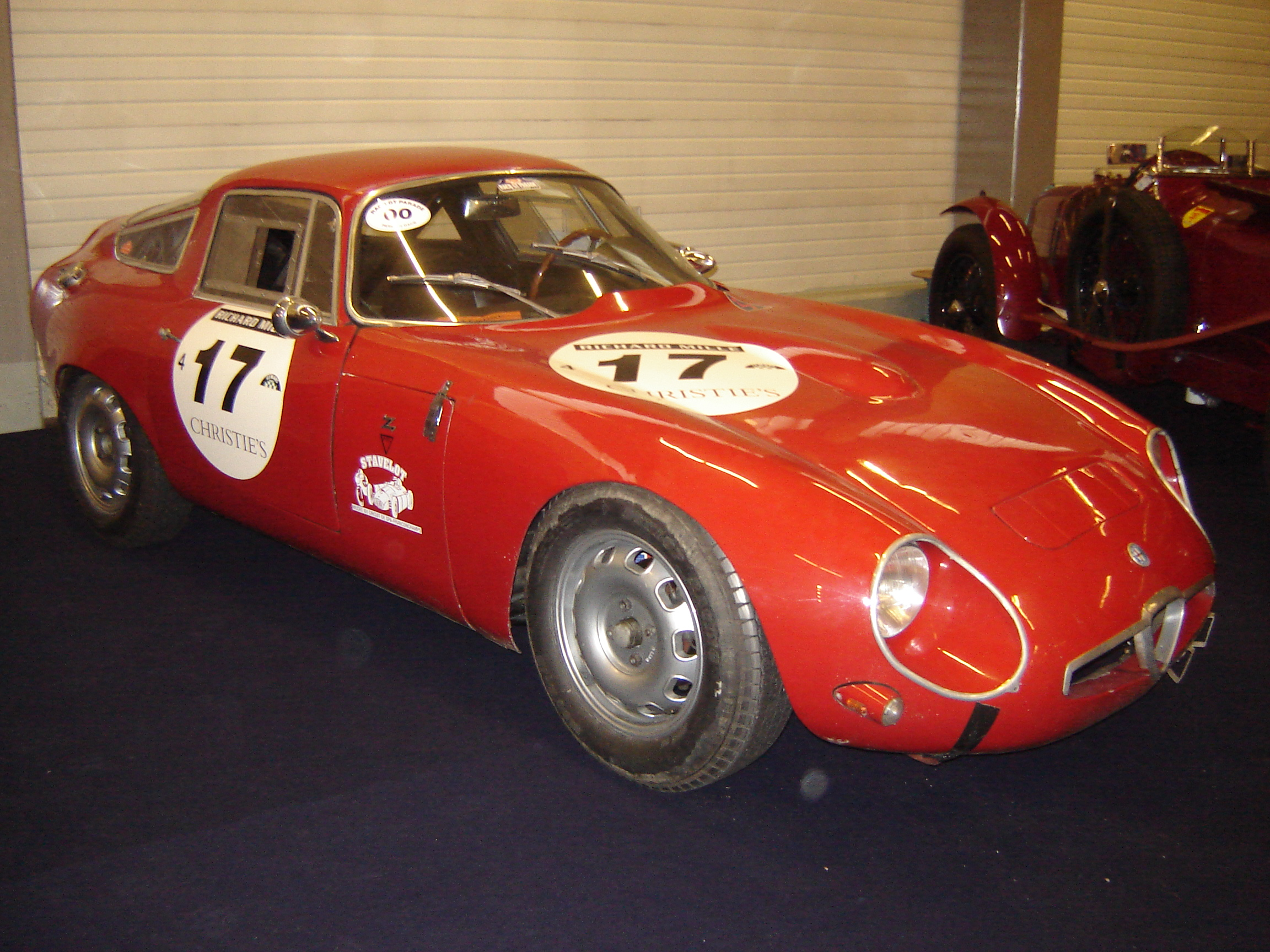
Un'Alfa Romeo Giulia TZ Tubolare Zagato

### Gli inizi
Diplomatosi nel 1956 come perito industriale meccanico presso l'istituto tecnico Feltrinelli di Milano, Ercole Spada ha mostrato sin da giovane una grande passione per l'automobile, passione che lo portava a disegnarle in continuazione, siglandole con le sue iniziali ES.
Grandissimo appassionato di vetture Zagato, Ercole Spada dopo il servizio militare si mette direttamente in contatto con la Zagato. Si narra che Elio Zagato al cospetto di Ercole fece lui due domande: se sapeva disegnare auto in scala 1:1 e se aveva la patente; dopo le due risposte entrambe affermative, venne assunto.

### Affermazione a Zagato

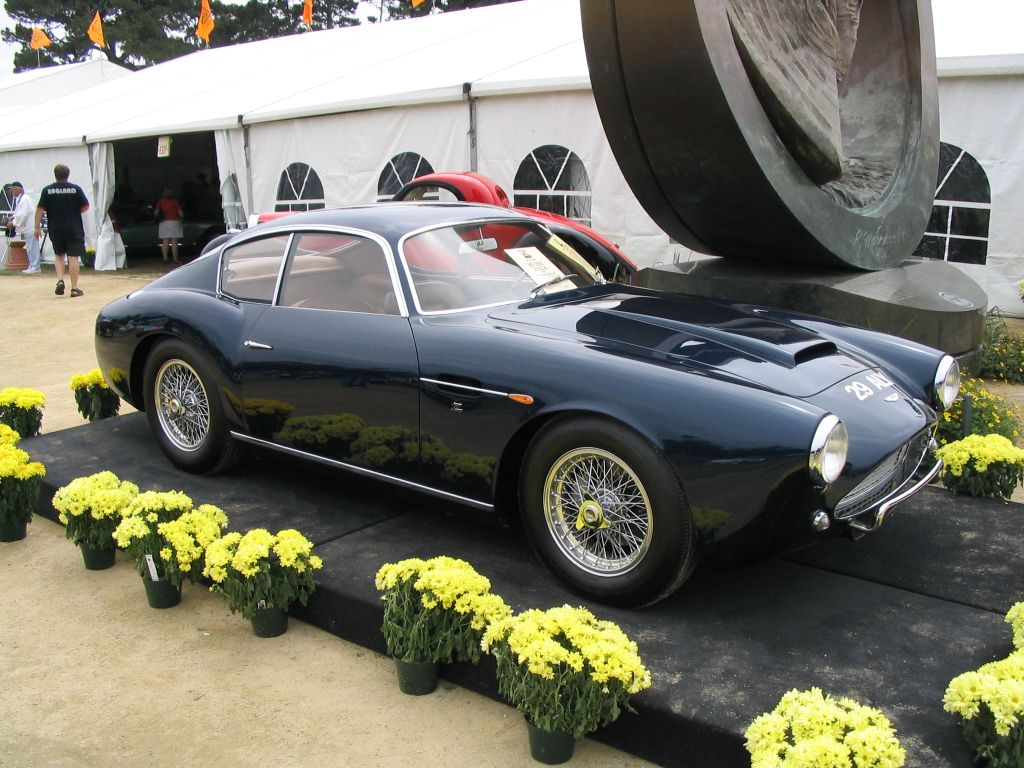
Una Aston Martin DB4 GT Zagato del 1961

Lavora alla Zagato dal 1960 al 1969: in questi anni definisce le linee di alcune delle vetture più importanti della storia della carrozzeria milanese. La sua prima opera prese forma nel 1961 e fu la Aston Martin DB4 GT Zagato; da quella un susseguirsi di modelli come la Lamborghini 3500 GTZ, le Lancia Flavia e Fulvia Sport, le Alfa Romeo 2600 SZ, Giulia TZ e Junior Zagato.

### La parentesi Ford, Audi e BMW

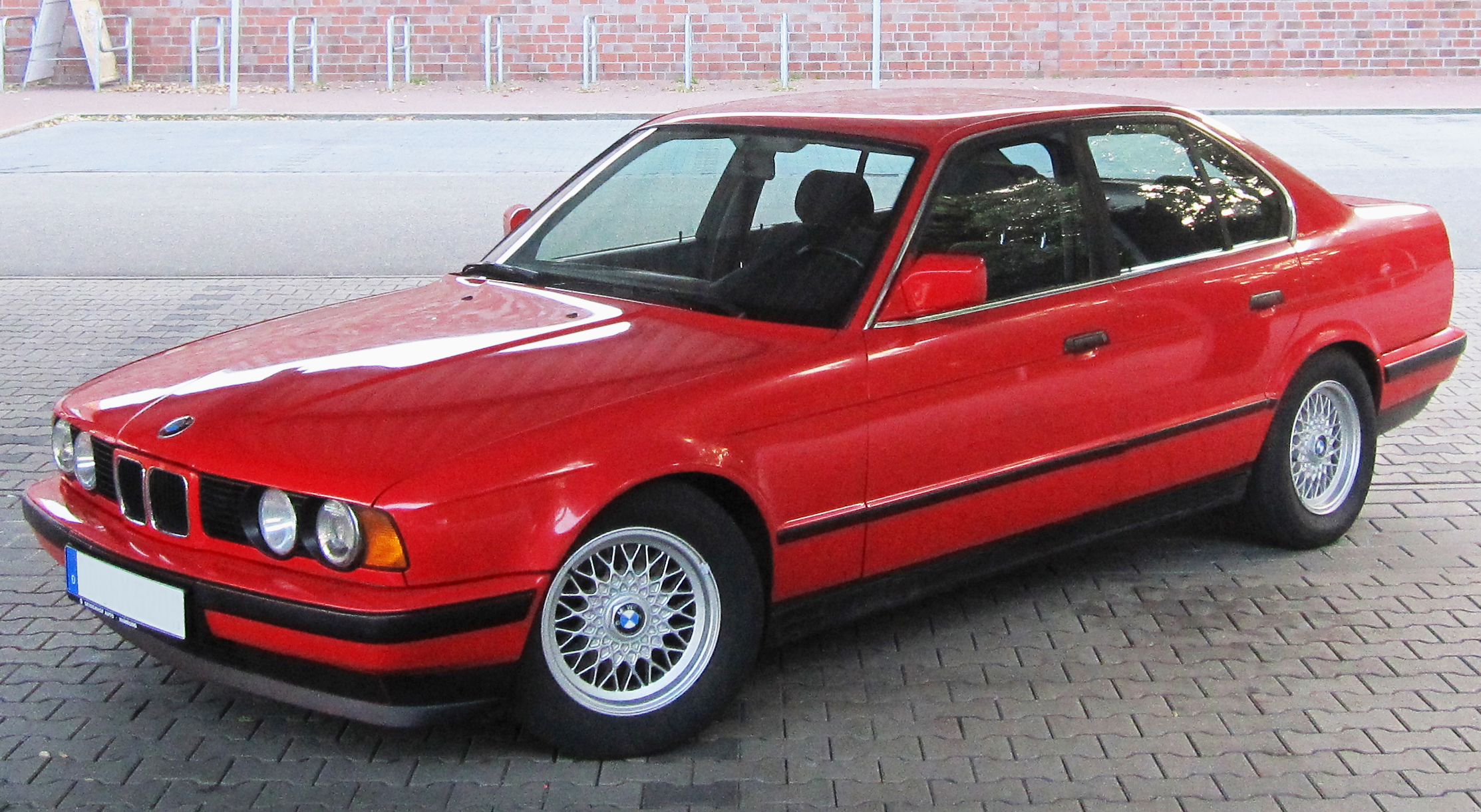
BMW 520i E34 del 1992, una delle vetture di maggior successo disegnata da Spada

Nel 1970 il giovane designer lascia Zagato per entrare con la qualifica di capo designer presso l'azienda americana Ford, realizzando vari prototipi di studio tra cui la Ford GT70. Successivamente, quando la Ford acquisì la Ghia nel 1973, Spada entrò a far parte della Ghia Operation. Nel 1976, dopo un breve periodo all'Audi, entra alla BMW dove ritorna a occupare il ruolo di capo designer e mette a punto due modelli, la Serie 5 e la Serie 7 con Claus Luthe, prodotte rispettivamente a partire dal 1985 e dal 1987.

### Il periodo all'I.De.A
Nel 1983 rientra in Italia all'I.De.A Institute, nella quale collabora alla creazione di alcune vetture FIAT, Lancia e Alfa Romeo quali Fiat Tipo, Lancia Dedra, Alfa Romeo 155 e la versione a tre porte della Lancia Delta. Della sua mano è anche la Ferrari PPG pace car.

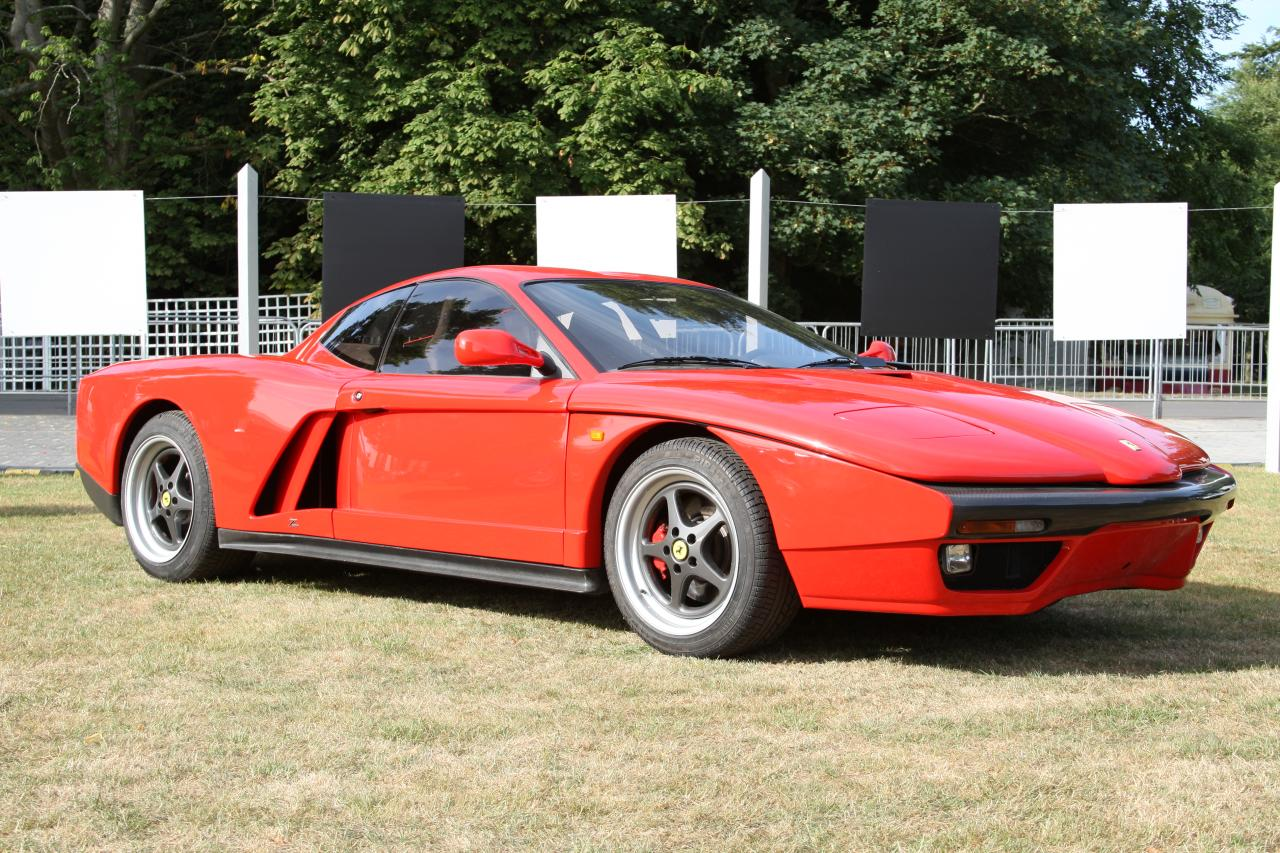
Ferrari F.Z.93 realizzata da Spada per la Zagato nel 1993

Nel 1993 torna a far parte del centro stile Zagato per dar luce alla Ferrari Testarossa Zagato F.Z.93 partecipando anche al progetto — rimasto peraltro allo stadio di prototipo — della Osca 2500 GT Dromos.

### La fondazione dellaSpadaconcept
In seguito è diventato presidente della Spadaconcept, centro stile e ricerca della casa automobilistica italiana SVS Spada Vetture Sport e, insieme al figlio Paolo, ha realizzato la SVS Codatronca TS, una sportiva che riprende la filosofia che da sempre lo accompagna; il nome stesso è un omaggio alle carrozzerie aerodinamiche da competizione che Zagato e Alfa Romeo avevano adottato su modelli quali Giulietta SZ e Giulia TZ.

## Modelli progettati

### Zagato
- Alfa Romeo Giulietta SZ (1960)
- Alfa Romeo 2600 SZ (1962)
- Alfa Romeo Giulia TZ (1962)
- Alfa Romeo Junior Zagato (1969)
- Alfa Romeo 155 GTAZ e TIZ (1993)
- Aston Martin DB4 GT Zagato (1960)
- Bristol 407 GTZ Zagato (1961)
- Lancia Flavia Sport (1962)
- Lancia Flaminia Super Sport (1963)
- Lancia Fulvia Sport (1965)
- Rover 2000 TCZ (1967)
- Volvo GTZ 2000 (1969)
- Ferrari Testarossa Zagato F.Z.93 (1992, basato sulla Ferrari Testarossa)

### BMW
- BMW E32 (seconda serie della Serie 7, 1986-1994)
- BMW E34 (terza serie della Serie 5, 1987-1996)

### I.De.A Institute
- Alfa Romeo 155 (1992-1998)
- Fiat Tipo (1988)
- Fiat Tempra (1990)
- Lancia Dedra (1989)
- Lancia Delta (1993-1999)
- Nissan Terrano II (1993-2004)

### Spadaconcept
- SVS Codatronca TS (2007)